# Giuseppe Oltrasi
Giuseppe Oltrasi (Castiraga Vidardo, 8 dicembre 1887 – Milano, 14 dicembre 1972) è stato un compositore, organista e direttore d'orchestra italiano.

## Biografia
Inizia gli studi musicali a Lodi sotto la guida del maestro Angelo Balladori; si trasferisce poi a Milano presso il Conservatorio. Ivi si diploma in Pianoforte, Organo ed Alta Composizione. Nel 1914, poco prima della Grande Guerra, a Milano divenne organista della Basilica di Sant'Ambrogio, carica che ricoprì, con esclusione della Guerra, fino alla sua morte.
Fu insegnante di pianoforte al prestigioso Collegio San Carlo di Via Magenta a Milano.
Fu compositore di musica profana ma soprattutto di musica sacra per organo. Il suo stile facile ed elegante fu sempre apprezzato sia nei numerosi pezzi per organo come nelle composizioni vocali, particolarmente nella “Messa popolare Cantate Domino” a una voce di popolo, universalmente conosciuta nei decenni prima della riforma conciliare. Visto la semplicità della Messa, sia nell'esecuzione che nella organizzazione, questa è ancora eseguita in Italia e, per tradizione, nel Nord e nel Sud America, ivi portata dai numerosi emigrati italiani tra le due guerre.
Scrisse poi diversi mottetti.
Nel 1969 fu nominato dal Papa Commendatore dell'Ordine di San Gregorio Magno.
Come giovane compositore fu apprezzato da Arturo Toscanini che gli propose di perfezionarsi negli Stati Uniti. La chiamata alle armi all'epoca della Guerra italo-turca, ne impedì l'esperienza internazionale compromettendo - sin dagli inizi - la sua carriera di direttore d'orchestra.

## Composizioni
- Finale EC 1186 (1934)
- Marcia Religiosa EC 832 (1929)
- Due Marce Religiose EZ 2568
- Missa Cantate Domino
- Vieni Signor, laude eucaristica a due voci bianche
- Ecce Sacerdos Magnus, per contralti con aggiunta bassi ad libitum
- Iustus ut Palma Florebit, offertorio ad una voce media
- Veritas Mea, offertorio a due voci dispari, contralto e baritono